# James King (rugby à XV)
Pour les articles homonymes, voir James King et King.

a Compétitions nationales et continentales officielles uniquement.

b Matchs officiels uniquement.
Dernière mise à jour le 5 juillet 2023.
James King, né le 24 juillet 1990 à Wodonga en Australie, est un joueur international gallois de rugby à XV. Il évolue au poste de troisième ligne aile ou de deuxième ligne.

## Biographie
En janvier 2013, il fait partie du groupe gallois appelé pour préparer le Tournoi des Six Nations mais ne participe finalement pas à la compétition. Il est rappelé pour la tournée d'été. À cette occasion, il connait sa première cape internationale face au Japon le 8 juin 2013.
En septembre 2019, il subit une grave blessure, le forçant à prendre sa retraite de rugbyman en février 2021 après n'avoir pas réussi à guérir totalement de cette dernière.

## Statistiques
James King compte onze sélections avec le pays de Galles, dont cinq en tant que titulaire. Il obtient sa première sélection le 8 juin 2013 à Osaka contre le Japon.
Il participe à une édition de la Coupe du monde, en 2015 où il joue une rencontre, face à l'Uruguay.